# Aki hallja, adja át!!!
Az Aki hallja, adja át!!! a Republic stúdióalbuma 2003-ból.
A zenekar egyetlen olyan albuma, amelyen mind az öt tagnak hallható szerzeménye: Az én országom zeneszerzője a dobos Nagy László Attila.

## Dalok
Amely daloknál a szerzőséget nem jelöltük, Cipő szerzeményei.
1. Ez itt egy ló (Tóth Zoltán–Bódi László)
2. Nagy kő zuhan
3. Te add tovább! (Boros Csaba–Bódi László)
4. Hotel Félelem (Patai Tamás–Bódi László)
5. Szabadíts meg (Patai Tamás–Bódi László)
6. Cédrus-ének (Tóth Zoltán)
7. Vágyutazók – Még egy levél Tamásnak (Boros Csaba–Bódi László)
8. Magasra dobj, magasra dobj (Boros Csaba–Bódi László)
9. Mongólia, szerelmem Glória (Patai Tamás–Bódi László)
10. Kezemből esznek a galambok
11. Tündért láttam
12. Zsoldosok, katonák
13. Hószitálás játszik… (Tóth Zoltán)
14. Az én országom (Nagy László Attila–Bódi László)
15. Úgy legyen
16. A tűzzel játszom

## Közreműködtek
- Tóth Zoltán – Fender Telecaster gitár, A90 Roland Master keyboard, zongora, ének, próza, vokál
- Patai Tamás – Fender Stratocaster, Aria AMG 70 gitárok, vokál
- Nagy László Attila – Premier dobok, Roland TD10, ütőhangszerek
- Boros Csaba – Ibanez MC 940 fretless, Rickenbacker 4001 basszusgitárok, zongora, vokál
- „Cipő” – ének, zongora, vokál
- Szabó András – hegedű
- Anti Tamás – szájharmonika
- Hegyaljai-Boros Zoltán – brácsa
- Négyessy Katalin – cselló
- Veér Bertalan – hegedű
- Veér Csongor – hegedű

## Videóklip
- Nagy kő zuhan (főszerepben: Kállai Ferenc)

## Toplistás szereplései
Az album a Mahasz Top 40-es eladási listáján 13 héten át szerepelt, legjobb helyezése 10. volt. A 2003-as éves összesített listán az eladott példányszámok alapján a 62. helyen végzett.
A rádiós Top 40-es játszási listán a Nagy kő zuhan 24 héten át szerepelt, legjobb helyezése 14. volt. A 2004-es Top 100-as rádiós listán a dal az 59. helyen végzett.